# Californische meeuw
De Californische meeuw (Larus occidentalis) is een vogel uit de familie Laridae.

## Verspreiding en leefgebied
Deze soort komt voor aan de westkust van Noord-Amerika en telt twee ondersoorten:
- L. o. occidentalis: van zuidwestelijk Brits-Columbia, de westelijke Verenigde Staten tot centraal Californië.
- L. o. wymani: van centraal Californië tot Baja California.

## Status
De grootte van de populatie is in 2009 geschat op 115 duizend volwassen vogels. Op de Rode lijst van de IUCN heeft deze soort de status niet bedreigd.